# Етелвалд Молл
Етелвалд Молл (*Æthelwald Moll, Æthelwald Mull, д/н —30 жовтня 765) — король Нортумбрії у 759—765 роках.

## Життєпис
Походив зі впливової аристократичної родини. Про його народження нічого невідомо. Був одружений з Етельтріт, що походила з панівної династії Еоппінгів. У 757 році отримав від короля Едберта у користування монастирі Стоунгрейв, Коксволд, Донмут.
Етельвальд прийшов до влади внаслідок змови, убивши попереднього короля Освульфа. Етельвальда короновано 5 серпня 759 року, а його піднесення не зустріло жодного опору в Нортумбрії. Судячи з усього, він був обраний на трон рішенням вітенагемотом.
У 760 році в Нортумбрії почалася епідемія моровиці, що тривала два роки. У 761 році в Нортумбрії почалася боротьба за владу: владу короля оскаржив Освін, син колишнього короля Едберта. Втім Етельвальд переміг Освіна у битві при Ейлдон-Хілл, в якій той загинув.
30 жовтня 765 року шляхта та духівництво зібралися на раду в замку Пенканхел і оголосили Етельвальда позбавленим влади. За одними джерелами, Етельвальда було вбито, а за іншими — було пострижено у ченці і заслано до монастиря. Новим королем було обрано Елхреда.

## Родина
- Етельред, король у 774—779 та 790—796 роках